# Bitwa pod Birżami
Bitwa pod Birżami – seria bitew stoczonych w dniach 7–9 maja 1863 pomiędzy oddziałem wojsk powstańczych Zygmunta Sierakowskiego i wojskami rosyjskimi w okolicach Birż na Litwie w czasie powstania styczniowego.
Zgrupowanie Zygmunta Sierakowskiego, próbowało przebić się do Kurlandii, gdzie oczekiwano na wylądowanie wyprawy morskiej z dostawą broni. Wojska powstańcze zmierzające do rejonu koncentracji w Medejkach, zostały rozbite przez wojska rosyjskie w serii starć. Klęska ta spowodowała zanik aktywności powstańczej na Litwie.
Bitwa pod Medejkami – miała miejsce 7 maja 1863 pod Medejkami (lit. Medeikiai), 10 km na północ od Birż. Oddział Sierakowskiego podzieliwszy się w marszu na trzy kolumny, ruszył w kierunku Birż. Oddział wojsk rosyjskich gen. Ganeckiego w sile 3 roty strzelców finlandzkich, pół szwadronu kozaków gwardii, pół sotni kozaków dońskich, dwóch rot 2. Sofijskiego Pułku Piechoty i 3. Narewskiego Pułku Piechoty, szwadronu ułanów, sotni kozaków, półtora roty pułku kaporskiego został podzielony na trzy kolumny. Środkowa z nich pod dowództwem mjr Merlina zaatakowała lewą kolumnę polską dowodzoną przez Bolesława Kołyszkę. Oddział powstańczy, wzmocniony centralną kolumną dowodzoną przez Zygmunta Sierakowskiego zadał dotkliwe straty wojskom rosyjskim w liczbie 65 zabitych i 75 rannych. Sierakowski zaniechał pościgu, oczekując na nadejście prawej kolumny polskiej.
Bitwa pod Świrplenami – 8 maja 1863 oddział Lutkiewicza i Jasińskiego kierujący się w kierunku Birż, został rozbity przez oddział mjr Hilsebacha i zmuszony do wycofania się.
Bitwa pod Hudyszkami – 8 maja 1863 na pomoc pobitemu pod Medejkami mjr Merlinowi ruszyła kolumna gen. Ganeckiego, która pod Hudyszkami (lit.: Gudiškis) 3 km na południowy wschód od Medejek starła się ze zgrupowaniem Sierakowskiego.
Atak polskich kosynierów Bolesława Kołyszki z lewego skrzydła i Pawła Wiwulskiego z prawego załamał się, doszło do starcia na bagnety. Wojska powstańcze straciły 200 zabitych i rannych i zmuszone zostały do odwrotu. Ranny Sierakowski wyznaczył swoim następcą Ignacego Laskowskiego.
Bitwa pod Sznurkiszkami – 9 maja 1863 zebrawszy rozbity pod Hudyszkami oddział powstańczy Laskowski zajął pozycję przy folwarku w Sznurkiszkach niedaleko Skrobiszek. Niespodziewanie został zaatakowany przez oddział wojsk rosyjskich. Ks. Antoni Mackiewicz przez godzinę utrzymywał swoje pozycje broniąc taboru z rannymi. Bitwa zakończyła się klęską wojsk powstańczych, które zmuszone zostały do ucieczki.